# Karl Fouquet
Karl Fouquet (* 1. Januar 1855 in Ferdinandshof; † 27. September 1937 in Verden (Aller)) war ein preußischer Generalleutnant.

## Leben
Fouquet bestand Ostern 1874 in Stettin das Abitur. Er immatrikulierte sich an der Philipps-Universität Marburg für Rechtswissenschaft. Zugleich trat er als Einjährig-Freiwilliger in das Kurhessische Jäger-Bataillon Nr. 11. Am 20. Februar 1875 wurde er im Corps Hasso-Nassovia recipiert. Er entschied sich für die militärische Laufbahn und wurde 1877 Sekondeleutnant im 2. Badischen Feldartillerie-Regiment Nr. 30, 1887 Premierleutnant im Feldartillerie-Regiment „von Scharnhorst“ (1. Hannoversches) Nr. 10, 1891 Hauptmann im Feldartillerie-Regiment „von Clausewitz“ (1. Oberschlesisches) Nr. 21. 1893 wurde er zum 2. Lothringischen Feldartillerie-Regiment Nr. 34 versetzt und 1901 zum Major befördert. Seit 19. September 1901 war er Abteilungskommandeur im 2. Badischen Feldartillerie-Regiment Nr. 30, wurde 1909 Oberstleutnant, 1910 Kommandeur des 2. Niederschlesischen Feldartillerie-Regiments Nr. 41, 1911 Oberst, 1914 Kommandeur der 2. Feldartillerie-Brigade der 2. Division in Insterburg.
Von 1914 bis 1917 nahm er am Ersten Weltkrieg teil. Fouquet wurde am 22. August 1914 Generalmajor und am 12. August 1916 Kommandeur der 12. Division. Am 16. Februar 1917 erhielt er seinen Abschied. Am 28. Januar 1919 erhielt er den Charakter als Generalleutnant. Den Ruhestand verbrachte er in Verden.